# Лоц, Виталий Михайлович
Виталий Михайлович Лоц (20 января 1977, Донецк, СССР) — украинский и российский футболист, защитник.

## Карьера
Воспитанник донецкого «Шахтёра». Играл за вторую команду «горняков». Несколько сезонов провёл в Первой украинской лиге. В 1999 году вместе с «Металлистом» вышел в высшую лигу, где сыграл 29 матчей.
В 2001 году перешёл в российский клуб «СКА-Энергия» Хабаровск. В первом же сезоне помог команде выйти в первый дивизион, где провёл шесть сезонов.
Завершил карьеру в украинской команде «Сталь» (Алчевск). Туда его позвал бывший наставник «СКА-Энергии» Олег Смолянинов.